# Museo de Autómatas de La Rochelle
El Museo de Autómatas de La Rochelle (en francés: Musée des Automates de La Rochelle), situado en el nº14 de la Rue de la Désirée, en la ciudad de La Rochelle, Francia, es una colección de autómatas europeos de distintas épocas:
- Anteriores a 1900.
- Autómatas publicitarios de los años 1920 a la década de 1950
- Reconstituciones históricas
- Escaparates animados de grandes almacenes.